# Теодор Вайссенбергер
Теодор Вайссенбергер (нім. Theodor Weissenberger; 21 грудня 1914, Мюльгайм-ам-Майн — 10 червня 1950, Нюрбургринг) — німецький військовий льотчик-ас за часів Третього Рейху. Протягом Другої світової війни провів 375 повітряних боїв, здобувши 208 перемог у повітрі, в переважній більшості на північному театрі дій Східного фронту над водами арктичних морів, а також 33 на Західному фронтах. Він був одним з перших пілотів, який літав та одержував перемоги на реактивному винищувачі Messerschmitt Me 262. Майор (1945) Люфтваффе. Кавалер Лицарського хреста Залізного хреста з Дубовим листям (1943).

## Біографія
Народився 21 грудня 1914. До початку Другої світової війни захоплювався планеризмом. З 1936 служив у Люфтваффе. На початку війни був інструктором. У середині 1941 добився переводу на фронт. Був доправлений до Норвегії у 77-у винищувальну ескадру «Герц Ас».
Першу повітряну перемогу здобув 27 жовтня 1941. У вересні 1942 доправлений до II./5-й винищувальної ескадри «Айсмеер» («Льодове море»), яка базувалась на півночі Фінляндії. Брав участь у бойових діях у Північній Норвегії та Фінляндії. На липень 1943 на його рахунку було 104 перемоги у повітряних боях. У квітні 1944 під час 350 вильотів у зону бойових дій він вже здобув 175 перемог. З 26 березня 1944 по 3 червня 1944 у чині гауптмана командував групою II./JG5 (Gruppenkommandeure II./JG5). У середині 1944 перекинутий на Західний фронт. З червня по липень 1944 здійснив 26 бойових вильотів та здобув 25 перемог під час боїв з союзниками у Нормандії. З 4 червня 1944 до 14 жовтня 1944 командував групою I./JG5 (Gruppenkommandeure I./JG5). З 25 листопада 1944 по 14 січня 1945 в чині майора командував групою I./JG7. З 1 січня 1945 року призначений командиром 7-ї винищувальної ескадри «Новотни» Jagdgeschwader 7. Залишався на посаді до кінця війни (8 травня 1945 року).
За весь час війни здійснив більше 500 вильотів та здобув 208 повітряних перемог, з них 33 на Західному фронті. Пілотуючи «Мессершмитт» 262, особисто збив 7 літаків ПС США, важких бомбардувальників B-17 та винищувачів P-51).
Після закінчення війни став автогонщиком. Загинув 11 червня 1950 в автокатастрофі на трасі в Нюрбургринзі.

## Звання
- Фельдфебель резерву (1 грудня 1940)
- Оберфельдфебель резерву (1 лютого 1942)
- Лейтенант (1 липня 1942)
- Оберлейтенант (1 червня 1943)
- Гауптман (1 червня 1944)
- Майор (1 січня 1945)

## Нагороди
- Нагрудний знак пілота
- Великий знак планериста НСФК
- Залізний хрест 2-го і 1-го класу
- Почесний Кубок Люфтваффе (28 травня 1942)
- Медаль «За зимову кампанію на Сході 1941/42»
- Нагрудний знак пілота-спостерігача (Іспанія)
- Німецький хрест в золоті (8 вересня 1942)
- Лицарський хрест Залізного хреста з дубовим листям
  - лицарський хрест (13 листопада 1942)
  - дубове листя (№266; 2 серпня 1943)
- Двічі відзначений у Вермахтберіхт (10 липня 1943 і 26 липня 1944)
- Авіаційна планка винищувача в золоті

20 лютого 1945 року Йоганнес Штайнгофф представив Вайссенбергера до нагородження мечами до Лицарського хреста, але нагородження не було затверджене. 